# Kanadische Unterhauswahl 1896
- Lib: 117
- Sonst.: 4
- Unabh.: 6
- Lib-Kon: 15
- Kons: 71

Die 8. kanadische Unterhauswahl (engl. 8th Canadian General Election, frz. 8e élection fédérale canadienne) fand am 23. Juni 1896 statt. Gewählt wurden 213 Abgeordnete des kanadischen Unterhauses (engl. House of Commons, frz. Chambre des Communes). Die bisher regierenden Konservativen erzielten zwar mehr Stimmen als die Liberalen, gewannen aber insgesamt weniger Sitze, da sie in zahlreichen Wahlkreisen entscheidende Stimmen an Splittergruppen verloren. Wilfrid Laurier, Vorsitzender der Liberalen, wurde neuer Premierminister.

## Die Wahl
Die regierende Konservative Partei war seit dem Tod von John Macdonald im Jahr 1891 desorganisiert, mit vier Vorsitzenden innerhalb von fünf Jahren. Sie galt auch als korrupt und verschwenderisch. Angeführt wurden die Konservativen und die mit ihnen verbundenen Liberal-Konservativen von Charles Tupper, dem ehemaligen Premierminister von Nova Scotia. Im Februar 1896 hatte Tupper einen Gesetzesvorschlag eingebracht, um die Manitoba-Schulfrage zu klären, scheiterte aber an einem Filibuster einer Allianz von Liberalen und extremen Protestanten unter der Führung von Dalton McCarthy. Daraufhin rief Tupper am 24. April eine Neuwahl aus.
Tupper argumentierte, das Hauptthema des Wahlkampfs sei nicht der Konflikt zwischen englischsprachigen Protestanten und frankophonen Katholiken, sondern die Zukunft der kanadischen Industrie. Er rief die Konservativen zu Geschlossenheit auf. Diese waren jedoch wegen der Manitoba-Schulfrage derart zerstritten, dass Tupper an Wahlveranstaltungen mit einer Welle der Kritik konfrontiert wurde. Es bildeten sich mehrere Splittergruppen, die mit den Konservativen konkurrierten und ihnen in zahlreichen Wahlkreisen entscheidende Stimmen streitig machten.
Die Liberale Partei stand traditionell für radikalen Wandel und Freihandel, trat aber 1896 weitaus konservativer auf, wodurch sie moderate Wähler auf ihre Seite ziehen konnte. Die wichtigste Veränderung war Wilfrid Lauriers Unterstützung der von Macdonald eingeführten National Policy, einer protektionistischen Industriepolitik, die bei den mächtigen Unternehmern in Montreal und Toronto auf Zustimmung stieß. Zwar erzielten die Konservativen mit 46,5 % die meisten Stimmen (gegenüber 45 % der Liberalen), sie gewannen jedoch nur rund die Hälfte der Sitze im englischsprachigen Teil Kanadas, während die Liberalen in Québec einen erdrutschartigen Sieg feierten.
Obwohl Laurier die Wahl klar gewonnen hatte, weigerte sich Tupper zunächst, die Macht abzutreten. Er vertrat den Standpunkt, Laurier könne keine regierungsfähige Mehrheit hinter sich bringen. Als Tupper versuchte, Minister zu ernennen, intervenierte Generalgouverneur Lord Aberdeen. Er entließ den bisher amtierenden Premierminister und beauftragte Laurier mit der Regierungsbildung. Tupper bezeichnete dieses Vorgehen als verfassungswidrig.
Die Wahlbeteiligung betrug 62,9 %.

## Ergebnisse

### Gesamtergebnis
| Partei | Partei                            | Vorsitzender    | Kandi- daten | Sitze 1891 | Sitze 1896 | +/−  | Stimmen  | Wähler- anteil | +/−      |
| ------ | --------------------------------- | --------------- | ------------ | ---------- | ---------- | ---- | -------- | -------------- | -------- |
|        | Liberale Partei                   | Wilfrid Laurier | 190          | 090        | 117        | + 27 | 401.425  | 41,37 %        | − 3,85 % |
|        | Konservative Partei               | Charles Tupper  | 190          | 097        | 071        | − 26 | 430.874  | 44,40 %        | + 1,44 % |
|        | Liberal-konservative Partei 1     | Charles Tupper  | 017          | 020        | 015        | − 05 | 36.541   | 3,77 %         | − 1,85 % |
|        | Nationalisten                     |                 | 005          | 001        |            | − 01 | 14.121   | 1,46 %         | + 1,46 % |
|        | Unabhängige Konservative          |                 | 004          | 003        | 004        | + 01 | 12.209   | 1,26 %         | − 0,68 % |
|        | Patrons of Industry               |                 | 031          |            | 002        | + 02 | 38.275   | 3,94 %         | + 3,94 % |
|        | McCarthy-Kandidaten               | Dalton McCarthy | 011          |            | 002        | + 02 | 12.861   | 1,33 %         | + 1,33 % |
|        | Unabhängige                       |                 | 018          | 002        | 001        | − 01 | 13.870   | 1,43 %         | + 0,61 % |
|        | Unabhängige Liberale              |                 | 001          | 001        | 001        |      | 2.353    | 0,24 %         | − 0,48 % |
|        | Protestant Protective Association |                 | 005          |            |            |      | 6.233    | 0,64 %         | + 0,64 % |
|        | nicht bekannt                     |                 | 001          |            |            |      | 1.622    | 0,17 %         | − 2,01 % |
|        | Nationalistische Konservative     |                 |              | 001        |            | − 01 |          |                |          |
| Gesamt | Gesamt                            | Gesamt          | 473          | 215        | 213        | − 02 | 0970.384 | 100,0 %        |          |

Übersicht der Provinzen und Territorien

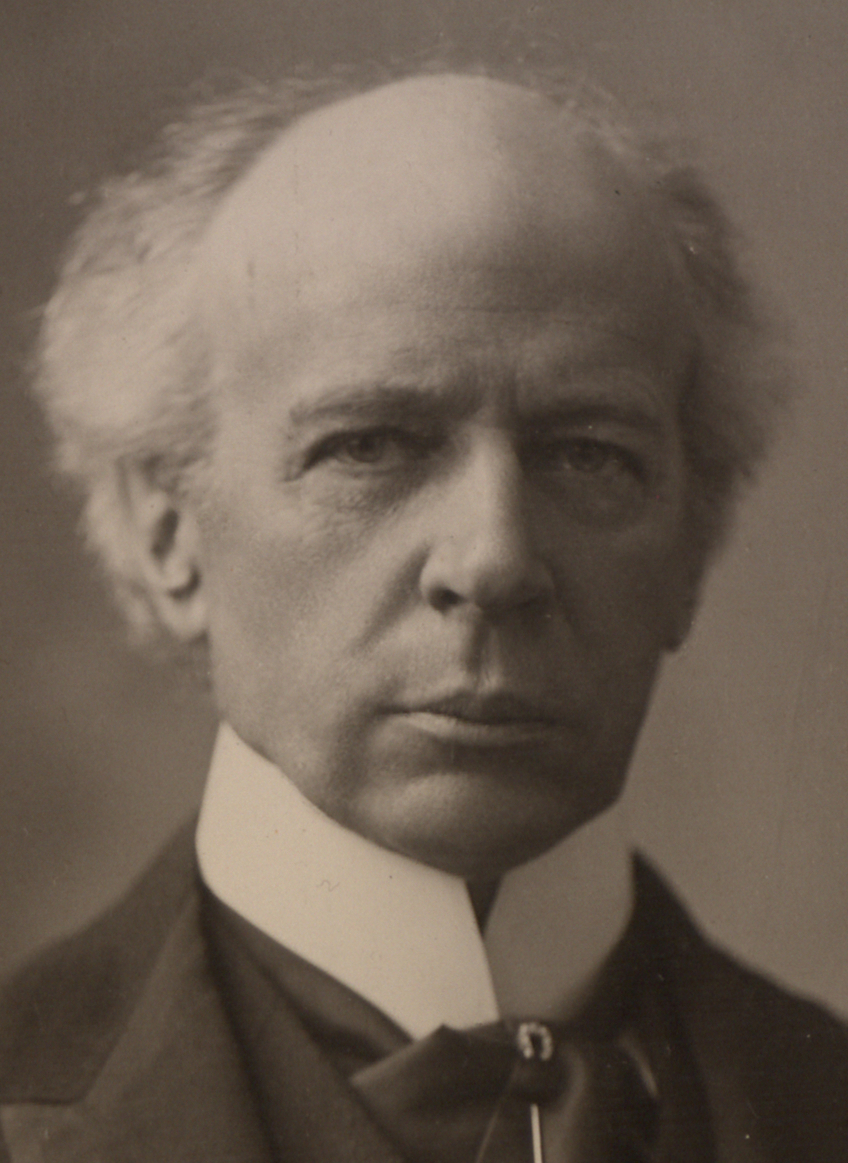
Wilfrid Laurier

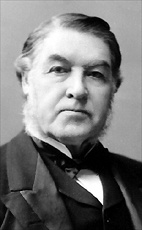
Charles Tupper

1 Die Liberal-Konservativen bildeten zusammen mit den Konservativen eine Fraktion im Unterhaus

### Akklamationen
4 Abgeordnete wurden mangels Gegenkandidaten per Akklamation gewählt:
- Ontario: 1 Patron of Industry
- Québec: 1 Konservativer, 2 Liberale

### Ergebnis nach Provinzen und Territorien
| Partei       | Partei                            | Partei       | BC   | NW   | MB   | ON   | QC   | NB   | NS   | PE   | Gesamt |
| ------------ | --------------------------------- | ------------ | ---- | ---- | ---- | ---- | ---- | ---- | ---- | ---- | ------ |
|              | Liberale Partei                   | Sitze        | 4    | 3    | 2    | 43   | 49   | 4    | 10   | 2    | 117    |
|              | Liberale Partei                   | Anteil in %  | 51,2 | 46,0 | 31,0 | 40,5 | 53,8 | 42,5 | 31,9 | 51,5 | 41,4   |
|              | Konservative Partei               | Sitze        | 2    | 1    | 3    | 34   | 16   | 4    | 9    | 2    | 71     |
|              | Konservative Partei               | Anteil in %  | 48,8 | 43,9 | 45,1 | 40,9 | 45,2 | 31,5 | 65,4 | 40,5 | 44,4   |
|              | Liberal-konservative Partei       | Sitze        |      |      | 1    | 7    |      | 5    | 1    | 1    | 15     |
|              | Liberal-konservative Partei       | Anteil in %  |      |      | 8,0  | 4,0  | 0,4  | 17,5 | 2,2  | 8,5  | 2,2    |
|              | Unabhängige Konservative          | Sitze        |      |      |      | 4    |      |      |      |      | 4      |
|              | Unabhängige Konservative          | Anteil in %  |      |      |      | 3,0  |      |      |      |      | 1,3    |
|              | Patrons of Industry               | Sitze        |      |      |      | 2    |      |      |      |      | 2      |
|              | Patrons of Industry               | Anteil in %  |      |      | 7,6  | 8,3  | 0,7  |      |      |      | 3,9    |
|              | McCarthy-Kandidaten               | Sitze        |      |      | 1    | 1    |      |      |      |      | 2      |
|              | McCarthy-Kandidaten               | Anteil in %  |      |      | 8,3  | 2,4  |      |      |      |      | 1,3    |
|              | Unabhängige                       | Sitze        |      |      |      |      |      | 1    |      |      | 1      |
|              | Unabhängige                       | Anteil in %  |      | 10,0 |      | 1,4  |      | 8,6  | 0,5  |      | 1,4    |
|              | Unabhängige Liberale              | Sitze        |      |      |      | 1    |      |      |      |      | 1      |
|              | Unabhängige Liberale              | Anteil in %  |      |      |      | 0,6  |      |      |      |      | 0,2    |
|              | Nationalisten                     | Anteil in %  |      |      |      | 3,2  | 0,5  |      |      |      | 1,5    |
|              | Protestant Protective Association | Anteil in %  |      |      |      | 1,5  |      |      |      |      | 0,6    |
|              | nicht bekannt                     | Anteil in %  |      |      |      | 0,4  |      |      |      |      | 0,2    |
| Sitze gesamt | Sitze gesamt                      | Sitze gesamt | 6    | 4    | 7    | 92   | 65   | 14   | 20   | 5    | 213    |